# Pont du Paravis
Le pont du Paravis est un pont construit près du prieuré du Paravis appartenant à l'Ordre de Fontevraud, à Feugarolles, en Lot-et-Garonne, en Nouvelle-Aquitaine.

## Historique
Le 30 juillet 1586, la prieure du Paravis, Marie de Capdequi, passe un acte avec Jean Tastet, maçon, pour la construction de deux ponts, dont l'un à côté de la grille et du lavoir. La prieure, par l'intermédiaire de frère Antoine Fray, son procureur s'engage à payer 35 écus d'or sol, à la fin des travaux.
Le pont a été inscrit au titre des monuments historiques le 30 décembre 1994,.

## Description
Le pont a 1 arche. Il est construit en pierres de taille et mœllons de calcaire.